# کاموت (مجارستان)
کاموت (به مجاری:  Kamut) یک منطقهٔ مسکونی در مجارستان است که در ناحیه بکش واقع شده‌است. کاموت ۶۰٫۴۸ کیلومتر مربع مساحت و ۱٬۰۰۳ نفر جمعیت دارد.